# Henry Horatio Dixon
Pour les articles homonymes, voir Dixon.
Henry Horatio Dixon est un botaniste irlandais, né le 19 mai 1869 à Dublin et mort le 20 décembre 1953.

## Biographie
Il est le fils de George Dixon et de Rebecca née Yeates. Il obtient son Doctorat of Sciences au Trinity College de Dublin mais étudie également à l’université de Bonn. Il se marie avec Dorothea Mary Franks en 1907 ; trois fils naîtront de cette union.
Dixon est professeur assistant de botanique à l’université de Dublin de 1892 à 1904 puis professeur de 1904 à 1950. Il enseigne la botanique au Trinity College à partir de 1922, il dirige également le jardin botanique de 1906 à 1951 et l’herbier de 1910 à 1951.
Il est membre de la Royal Society de Dublin (dont il assure la vice-présidence en 1930 et la présidence de 1945 à 1949). Il devient membre de la Royal Society (1908) et y donne la Croonian Lecture en 1937. Il reçoit la médaille Boyle en 1917.
Dixon est notamment l’auteur de Transpiration and the Ascent of Sap in Plants (1914), Practical Plant Biology (1922), The Transpiration Stream (1924), On the Physics of the Transpiration Curant…

## Source
1. ↑  Henry Horatio Dixon, Encyclopedia Britannica

- Allen G. Debus (dir.) (1968). World Who’s Who in Science. A Biographical Dictionary of Notable Scientists from Antiquity to the Present. Marquis-Who’s Who (Chicago) : xvi + 1855 p.